# Paul Dessau
Paul Dessau, född 19 december 1894 i Hamburg, död 28 juni 1979 i Königs Wunsterhausen, DDR, var en tysk dirigent och tonsättare.

## Biografi
Dessau föddes i en musikalisk familj och från 1909 studerade han violin vid Klindworth-Scharwenska konservatoriet i Berlin.  År 1912 blev han repetitör vid Stadttheater i Hamburg. Där studerade han verk av Felix von Weingartner och Arthur Nikisch och tog lektioner i komposition av Max Julius Loewengard. Han var andre kapellmästare vid Tivoli Theatre i Bremen 1914 innan han togs ut i militärtjänst 1915.
Efter första världskriget blev Dessau dirigent vid Intima teatern i Hamburg och var 1919-1923 repetitör och senare kapellmästare vid Kölnoperan. 1923-1924 var han kapellmästare i Mainz, 1925 vid statsoperan i Berlin. 
År 1933 emigrerade Dessau till Frankrike, och 1939 flyttade han vidare till USA, där han en tid bodde i New York innan han flyttade till Hollywood. Dessau återvände till Tyskland med sin andra fru, författaren Elisabeth Hauptmann, och bosatte sig i Östberlin 1948.
Från 1952 undervisade han vid den offentliga Staatliche Schauspielschule i Berlin-Oberschoneweide där han utsågs till professor 1959. Han blev medlem av Deutsche Akademie der Künste, Berlin 1952 och var vice ordförande för denna institution mellan 1957 och 1962.
Dessau dog den 28 juni 1979 vid en ålder av 84, i dåvarande östtyska staden Königs Wusterhausen, i utkanten av Berlin.

## Verk
Det politiska engagemang, som var drivkraften för Dessaus skapande, delade han med Bertolt Brecht, med vilken han hade ett långvarigt samarbete. 
Ur hans mycket omfattande produktion kan nämnas operor, natursköna pjäser, scenmusik, balett, symfonier och andra verk för orkester, och för soloinstrument samt vokalmusik. Sedan 1920-talet hade han varit fascinerad av filmmusik . Bland annat skrev han kompositioner för tidiga filmer av Walt Disney, bakgrundsmusik för stumfilm och tidiga tyska filmer. 
I exil i Paris skrev han oratoriet Hagadah shel Pessach efter ett libretto av Max Brod. På 1950-talet fokuserade han i samarbete med Bertolt Brecht på den musikaliska teatern. Det var också under den tiden som hans operor producerades, till exempel Die Verurteilung des Lukullus, Puntila, Lanzelot, Einstein och Leonce und Lena. Han skrev också Gebrauchsmusik för den Tyska demokratiska republiken propaganda. Samtidigt stödde han det musikaliska avantgardet (t.ex. Witold Lutosławski, Alfred Schnittke, Boris Blacher , Hans Werner Henze och Luigi Nono).